# 一考定终身
一考定终身，又稱一考定终生、一考定生死，指的是在中國大陸（之前實踐）、台灣、香港、日本、韓國、越南、新加坡、馬來西亞等地存在高考大學入學試制度的地方，學生憑藉一次考試的成績進入不同層次的大學，進而影響人生的走向的現象。

## 中国大陆
中国大陆的高考已经取消了考生年龄限制，可以多次考试，已经不存在一考定终身的情况。

## 澳門
澳門至2000年代仍沒有升讀大學的統一考試制度，並開始對此進行討論，反對者以一試定終身的缺點為理據。至2010年代推行澳門四高校聯合入學考試後，坊間漸多談論此概念。